# کهن‌دارسانان
کهن‌دارسانان (نام علمی: Ginkgoales) نام یک راسته از division سرخس است.